# Johan Rockström
Johan Fredrik Rockström, född 31 december 1965, är en svensk agronom och miljövetare. Han är professor i miljövetenskap vid Stockholms universitet och chef för Potsdam Institute for Climate Impact Research (PIK), ett av Europas mest framstående centrum för klimat- och hållbarhetsforskning.

## Biografi
Rockström studerade till agronom vid Sveriges lantbruksuniversitet 1987–1991. Han deltog i ett projekt i Niger under ledning av Marcel Mazoyer(fr) vid Institut National Agronomique Paris-Grignon(fr). Han disputerade vid Stockholms universitet 1997 med Malin Falkenmark som handledare, igen med ett projekt i Niger.
Rockström var chef för Stockholm Environment Institute 2004–2012. Efter 12 år som chef för Stockholm Resilience Centre (SRC) lämnade Rockström chefsposten i oktober 2018 för att bli delad chef för Potsdam Institute for Climate Impact Research (PIK), baserat i Tyskland, tillsammans med PIK:s vicechef professor Ottmar Edenhofer. Rockström och Edenhofer ersatte PIK-chefen Hans Joachim Schellnhuber. 
Han utsågs 2009 till Årets svensk av tidningen Fokus. Han utnämndes till Miljömäktigast i Sverige 2012 och 2013 genom tidskriften Miljöaktuellt. År 2015 var han värd i Sommar i P1 i Sveriges Radio. Framträdandet blev det årets mest spridda sommarprat. Samma år var han också vinterpratare i P1. 2020 tilldelades han Learning Ladder Prize.

## Planetens gränser
2009 sjösatte Rockström, tillsammans med en internationell forskargrupp, ett nytt ramverk som beskriver förutsättningarna för hållbar utveckling. Forskarna menar att det finns nio olika miljöproblem som vart och ett har ett eget gränsvärde. Om detta gränsvärde överskrids kan det leda till oöverskådliga miljöeffekter på grund av tröskeleffekter som uppstår.
Sedan 2009 har ramverket fördjupats och preciserats i flera forskningsprojekt.

## Utmärkelser och ledamotskap
- H.M. Konungens medalj i guld av 8:e storleken i Serafimerordens band (2019) för framstående insatser inom klimat- och hållbarhetsforskning.[13]
- Ledamot av Kungl. Skogs- och Lantbruksakademien (2007).
- Ledamot av Kungl. Vetenskapsakademien (2013).